# 犬養内閣
犬養内閣（いぬかいないかく）は、衆議院議員、立憲政友会総裁の犬養毅が第29代内閣総理大臣に任命され、1931年（昭和6年）12月13日から1932年（昭和7年）5月26日まで続いた日本の内閣。

## 閣僚の顔ぶれ・人事

### 国務大臣
犬養内閣
1931年（昭和6年）12月13日任命。在職日数156日。
高橋内閣総理大臣臨時兼任
1932年（昭和7年）5月16日任命。在職日数11日。
| 職名 | 代 | 氏名       | 氏名 | 出身等                       | 特命事項等                  | 備考                              |
| --- | -- | ---------- | ---- | ---------------------------- | --------------------------- | --------------------------------- |
| 内閣総理大臣 | 29 | 犬養毅     |      | 衆議院 立憲政友会            | 外務、内務大臣兼任          | 1932年5月16日死亡欠缺             |
| 内閣総理大臣 | -  | 高橋是清   |      | 民間 立憲政友会              | 臨時兼任 （大蔵大臣兼任）   | 1932年5月16日兼                   |
| 外務大臣 | 41 | 犬養毅     |      | 衆議院 立憲政友会            | 内閣総理大臣、 内務大臣兼任 | 1932年1月14日免兼                 |
| 外務大臣 | 42 | 芳澤謙吉   |      | 外務省                       |                             | 初入閣 1932年1月14日任            |
| 内務大臣 | 42 | 中橋徳五郎 |      | 衆議院 立憲政友会            |                             | 1932年3月16日免                   |
| 内務大臣 | 43 | 犬養毅     |      | 衆議院 立憲政友会            | 内閣総理大臣、 内務大臣兼任 | 1932年3月16日兼 1932年3月25日免兼 |
| 内務大臣 | 44 | 鈴木喜三郎 |      | 衆議院 立憲政友会            |                             | 1932年3月25日任                   |
| 大蔵大臣 | 31 | 高橋是清   |      | 民間 立憲政友会              | 内閣総理大臣臨時兼任        |                                   |
| 陸軍大臣 | 21 | 荒木貞夫   |      | 陸軍中将 （陸大19期）        |                             | 初入閣                            |
| 海軍大臣 | 15 | 大角岑生   |      | 海軍大将 （海大甲種5期）     |                             | 初入閣                            |
| 司法大臣 | 33 | 鈴木喜三郎 |      | 貴族院 立憲政友会 （研究会） |                             | 1932年3月25日免                   |
| 司法大臣 | 34 | 川村竹治   |      | 貴族院 無所属 （交友倶楽部） |                             | 初入閣 1932年3月25日任            |
| 文部大臣 | 40 | 鳩山一郎   |      | 衆議院 立憲政友会            |                             | 初入閣                            |
| 農林大臣 | 7  | 山本悌二郎 |      | 衆議院 立憲政友会            |                             |                                   |
| 商工大臣 | 8  | 前田米蔵   |      | 衆議院 立憲政友会            |                             | 初入閣                            |
| 逓信大臣 | 34 | 三土忠造   |      | 衆議院 立憲政友会            |                             |                                   |
| 鉄道大臣 | 10 | 床次竹二郎 |      | 衆議院 立憲政友会            |                             |                                   |
| 拓務大臣 | 5  | 秦豊助     |      | 衆議院 立憲政友会            |                             | 初入閣                            |
| 1. 辞令のある留任は個別の代として記載し、辞令のない留任は記載しない。 2. 臨時代理は、大臣空位の場合のみ記載し、海外出張時等の一時不在代理は記載しない。 3. 代数は、臨時兼任・臨時代理を数えず、兼任・兼務は数える。 |    |            |      |                              |                             |                                   |

### 内閣書記官長・法制局長官
1931年（昭和6年）12月13日任命。
| 職名                                                        | 代 | 氏名     | 氏名 | 出身等            | 特命事項等 | 備考 |
| ----------------------------------------------------------- | -- | -------- | ---- | ----------------- | ---------- | ---- |
| 内閣書記官長                                                | 31 | 森恪     |      | 衆議院 立憲政友会 |            |      |
| 法制局長官                                                  | 29 | 島田俊雄 |      | 衆議院 立憲政友会 |            |      |
| 1. 代数は、臨時兼任・臨時代理を数えず、兼任・兼務は数える。 |    |          |      |                   |            |      |

### 政務次官
1931年（昭和6年）12月15日任命。 
| 職名         | 氏名         | 出身等                           | 備考 |
| ------------ | ------------ | -------------------------------- | ---- |
| 外務政務次官 | 岩城隆徳     | 貴族院／無所属（研究会）／子爵   |      |
| 内務政務次官 | 松野鶴平     | 衆議院／立憲政友会               |      |
| 大蔵政務次官 | 堀切善兵衛   | 衆議院／立憲政友会               |      |
| 陸軍政務次官 | 若宮貞夫     | 衆議院／立憲政友会               |      |
| 海軍政務次官 | 堀田正恒     | 貴族院／無所属（研究会）／伯爵   |      |
| 司法政務次官 | 熊谷直太     | 衆議院／立憲政友会               |      |
| 文部政務次官 | 安藤正純     | 衆議院／立憲政友会               |      |
| 農林政務次官 | 砂田重政     | 衆議院／立憲政友会               |      |
| 商工政務次官 | 中島知久平   | 衆議院／立憲政友会               |      |
| 逓信政務次官 | 内田信也     | 衆議院／立憲政友会               |      |
| 鉄道政務次官 | 若尾璋八     | 貴族院／立憲政友会（交友倶楽部） |      |
| 拓務政務次官 | 加藤久米四郎 | 衆議院／立憲政友会               |      |

### 参与官
1931年（昭和6年）12月15日任命。 
| 職名       | 氏名       | 出身等                         | 備考                 |
| ---------- | ---------- | ------------------------------ | -------------------- |
| 外務参与官 | 高橋熊次郎 | 衆議院／立憲政友会             |                      |
| 内務参与官 | 藤井達也   | 衆議院／立憲政友会             |                      |
| 大蔵参与官 | 太田正孝   | 衆議院／立憲政友会             |                      |
| 陸軍参与官 | 土岐章     | 貴族院／無所属（研究会）／子爵 |                      |
| 海軍参与官 | 西村茂生   | 衆議院／立憲政友会             |                      |
| 司法参与官 | 名川侃市   | 衆議院／立憲政友会             |                      |
| 文部参与官 | 山下谷次   | 衆議院／立憲政友会             |                      |
| 農林参与官 | 今井健彦   | 衆議院／立憲政友会             |                      |
| 商工参与官 | 加藤鐐五郎 | 衆議院／立憲政友会             |                      |
| 逓信参与官 | 坂井大輔   | 衆議院／立憲政友会             | 1932年5月9日死亡欠缺 |
| 逓信参与官 | 東郷実     | 衆議院／立憲政友会             | 1932年5月14日任      |
| 鉄道参与官 | 野田俊作   | 衆議院／立憲政友会             |                      |
| 拓務参与官 | 牧野賤男   | 衆議院／立憲政友会             |                      |

## 勢力早見表
※ 内閣発足当初（前内閣の事務引継は除く）。
| 出身       | 国務大臣 | 政務次官 | 参与官 | その他                                  |
| ---------- | -------- | -------- | ------ | --------------------------------------- |
| 立憲政友会 | 9        | 9        | 11     | 内閣書記官長、法制局長官 国務大臣のべ10 |
| 研究会     | 1        | 2        | 1      |                                         |
| 交友倶楽部 | 0        | 1        | 0      |                                         |
| 軍部       | 2        | 0        | 0      |                                         |
| 官僚       | 0        | 0        | 0      |                                         |
|            | 12       | 12       | 12     | 国務大臣のべ13                          |

## 内閣の動き

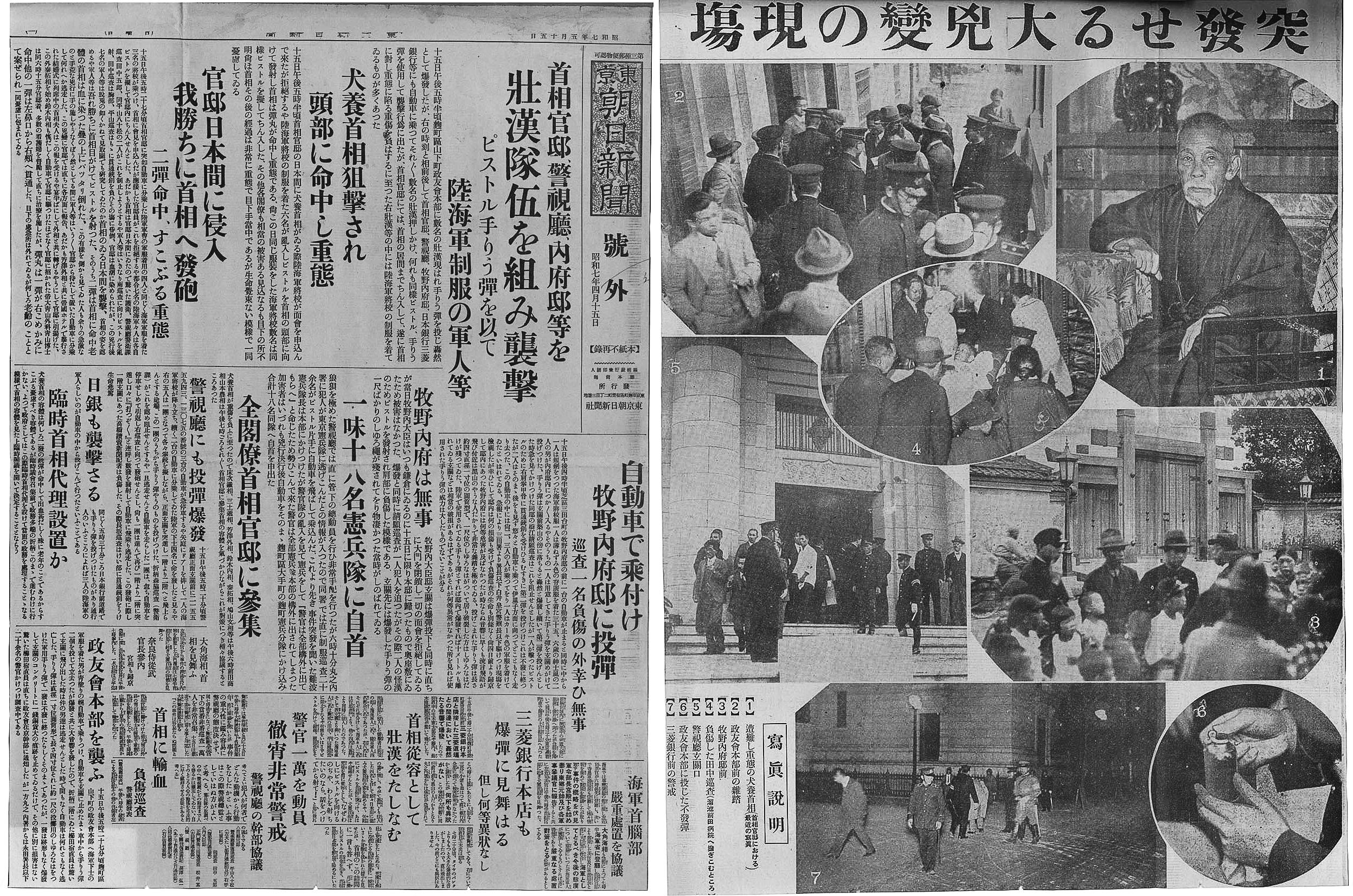
犬養の逝去を伝える朝日新聞

1931年12月10日、満洲事変への対処に苦慮していた第2次若槻内閣（立憲民政党）は、立憲政友会との協力内閣（大連立）によって状況を打開するべく政治工作を行っていた安達謙蔵内相の造反にあい閣内不一致をおこし総辞職。若槻礼次郎首相は安達一人の罷免により内閣存続を目論むが、西園寺公望元老は、自ら安達を罷免するのではなくて次期首相の推挙権（事実上の指名権）を持つ元老の権威に頼ろうとする若槻首相の態度を良しとせず、若槻首相の政権運営の失敗による内閣総辞職とみなして辞表を受理、憲政の常道の慣例に基づいて野党第一党・政友会の犬養総裁を首相に推挙する。この時、若槻内閣末期に政界に横行した協力内閣の政治工作は、憲政の常道に反することからこれを一掃、政党内閣制を存続させるべく、自邸にて犬養首相と面会し、犬養総裁自ら、政友会単独で内閣を組織することを明言し、憲政の常道を継続させることを二人で確認した。
主な政策
- 高橋財政…高橋是清蔵相は内閣成立後ただちに金輸出再禁止を断行、金本位制を離脱し管理通貨制度へ移行、さらに立憲民政党政権によるデフレ政策をインフレ政策に転換し世界恐慌以来の不況への対策に矢継ぎ早に取り組んだ。
- 満洲事変…若槻前内閣の末期、国際連盟において、連盟派遣の調査団（リットン調査団）の報告書が提出されるまでの間は、関東軍による満洲一帯の治安維持が認められたのを受けて、関東軍は徐々に満洲全域に進出し、その勢力下に置く。その後、現地の有力者の招致等関東軍の段取りの上で、3月1日、旧清朝の廃帝である愛新覚羅溥儀を執政とする満洲国が建国される。犬養内閣は、満洲国の国家承認は連盟との決裂に至ることからこれを差し控え、建国を宣言したという声明を受理するにとどまり、国家承認を求める荒木陸相や配下の青年将校（皇道派）、社会の革新を支持する世論との対立が深まる。
- 第一次上海事変…満洲事変の最中、列強各国の共同租界があった上海において排日暴動が激化、1932年1月28日、租界内の分担警備にあたっていた日本陸戦隊と中華民国第19路軍との間で武力衝突が発生する。日本は陸海軍を派兵し、2月20日より第19路軍との全面衝突へと至る。3月3日に日本に有利な戦況で停戦し、在上海英国総領事の仲介によって、5月5日、上海停戦協定が成立する。
- 民主主義の不安定化…若槻内閣の後半から、不況に対する無策と社会主義思想の蔓延や、関東軍の大陸進出に対する世論の支持などにより、政党内閣に対する信頼感は失われ、クーデター未遂やテロの影響が横行していた。血盟団事件によって井上準之助前蔵相や團琢磨三井財閥総帥が暗殺される中、1932年2月20日、第18回衆議院議員総選挙で政友会は史上最高の301議席を獲得して圧勝するも、森恪内閣書記官長が「300議席は力にあらず」と放言するなど、議会および政党は、テロに寛容な世論を前に、統治能力が失われつつあった[10]。

5月15日、海軍青年将校によって犬養首相が暗殺される(五・一五事件)。犬養内閣は、高橋蔵相が内閣総理大臣を臨時兼任し総辞職。憲政の常道により、後任の政友会総裁が政権を引き継ぐ見通しであったが、政友会内ではまたしても政治工作が横行し、次期総裁に選出された鈴木喜三郎以外の者を首相に推薦しようとする。西園寺元老はこの時点で政党内閣制を見限り、非政党員の斎藤実海軍大将を推挙（斎藤内閣）、憲政の常道は終焉を迎えることとなった。